# Hans Adametz
Hans Adametz (* 17. August 1896 in Wien; † 26. September 1966 in Graz) war ein österreichischer Keramiker, Bildhauer und Kunsterzieher.

## Leben
Adametz besuchte 1910 bis 1913 die Keramische Fachschule in Znaim und studierte von 1914 bis 1918 bei Oskar Strnad und Michael Powolny an der Wiener Kunstgewerbeschule. Er besuchte Weiterbildungen in den Keramischen Werkstätten Gmunden und am Wienerberg. Er war tätig für die Keramos Wien. Der Lehrtätigkeit in Wiener Neustadt und Mödling folgte im Jahre 1922 eine Berufung an die Höhere Bundesgewerbeschule am Ortweinplatz in Graz, wo er bis 1962 als Leiter der keramischen Werkstätte wirkte. Weiters war er Lehrbeauftragter an der Technischen Hochschule in Graz sowie Mitglied der Sezession Graz bis 1953.
Adametz war Vorstandsmitglied des Steiermärkischen Kunstvereins. Er beantragte am 19. Mai 1938 die Aufnahme in die NSDAP und wurde rückwirkend zum 1. Mai desselben Jahres aufgenommen (Mitgliedsnummer 6.278.202).

## Auszeichnungen
- 1925 Goldmedaille der internationalen Kunstgewerbeausstellung in Paris
- 1929 Österreichischer Staatspreis
- 1959 Kunstförderungspreis der Stadt Graz
- 1962 Goldenes Ehrenzeichen für Verdienste um die Republik Österreich[5]

## Ausstellungen
Teilnahme an über 40 Ausstellungen im In- und Ausland, unter anderem:
- 1924 Ausstellung „Die Form“ in Stuttgart
- 1925 internationale Kunstgewerbeausstellung in Paris
- 1928 „Pressa“-Ausstellung in Köln
- 1930 Kunstgewerbeausstellung in Stockholm
- 1930 Österreich-Ausstellung in Warschau
- 1933 Kunstgewerbliche Triennale in Mailand
- 1934 Österreich-Ausstellung in London
- 1935 Brüsseler Weltausstellung
- 1955 Künstlerhausausstellung in Wien

## Werke
- um 1928: Keramik Frühlingsbotin[7]

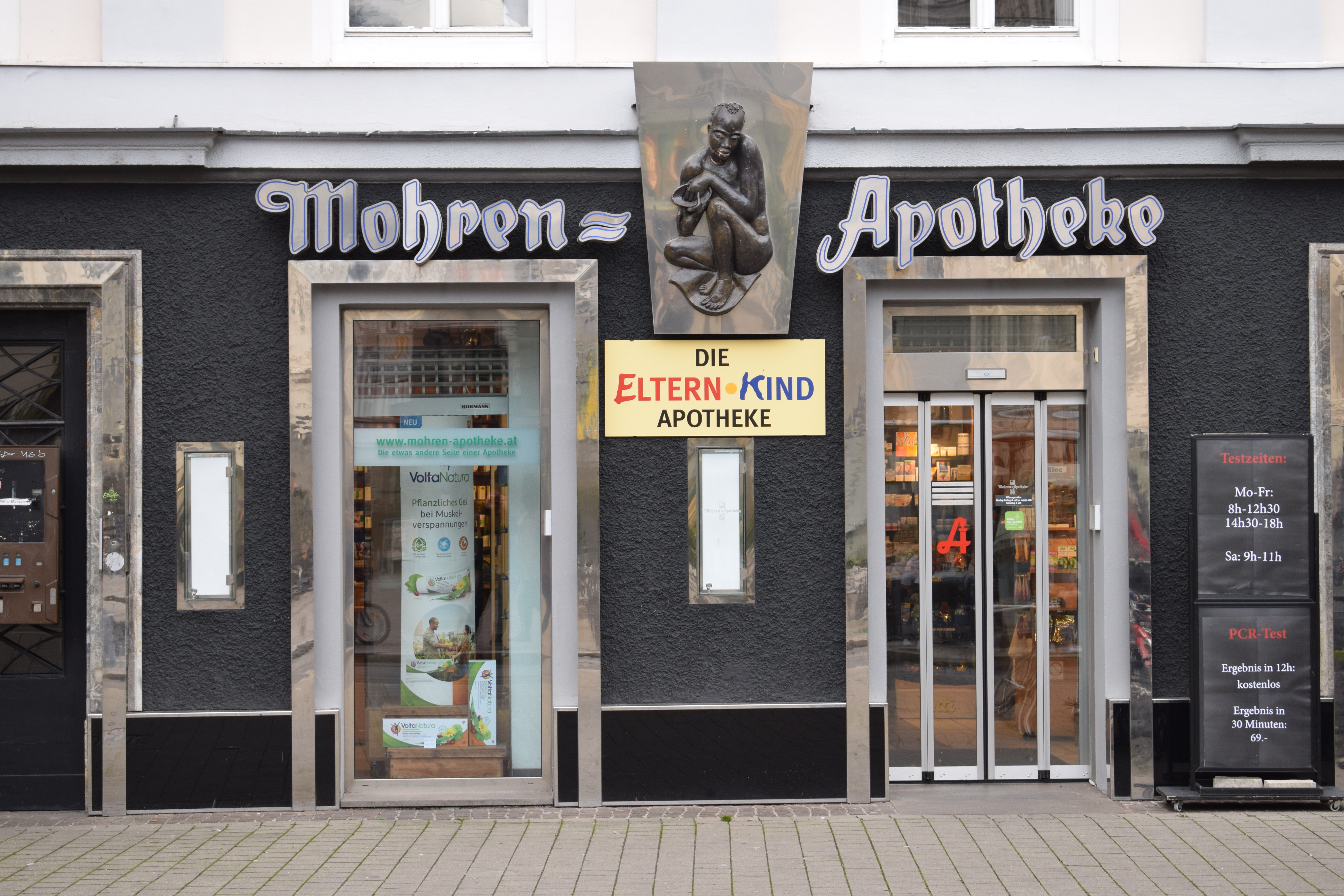
Relief an der Mohren-Apotheke in Graz

- 1933: Figur Mohr, Mohren-Apotheke, Südtiroler Platz, Graz[8]
- 1939: Figur Adler – Teil des Anschlussdenkmals in Oberschützen[9]
- Keramiken: Sitzende Frau, Der Zauberer, Liegende.[10]
- ab 1955:  Maske (schräg stehende, verhüllte Gestalt mit lappigem Hut oder Haar und hintergründigem Lächeln. grau glasiert)[6]

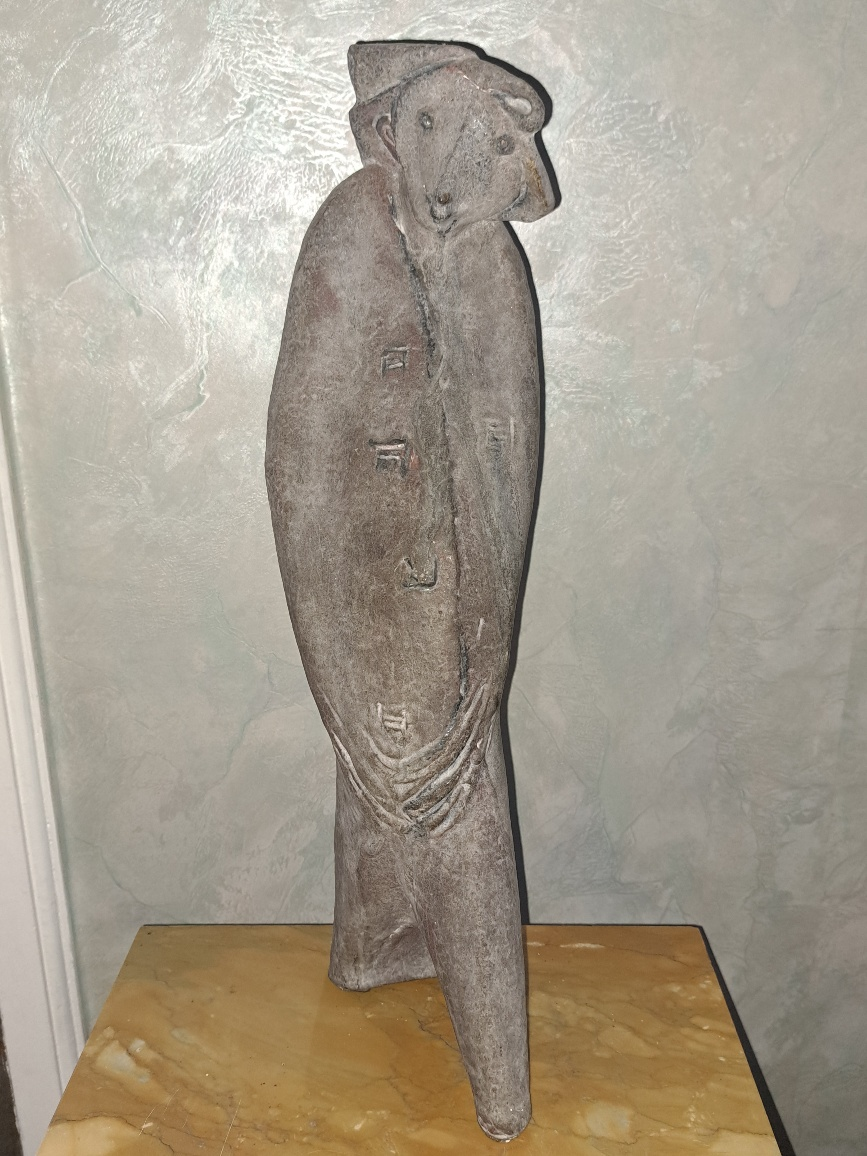
Skulptur „Maske“
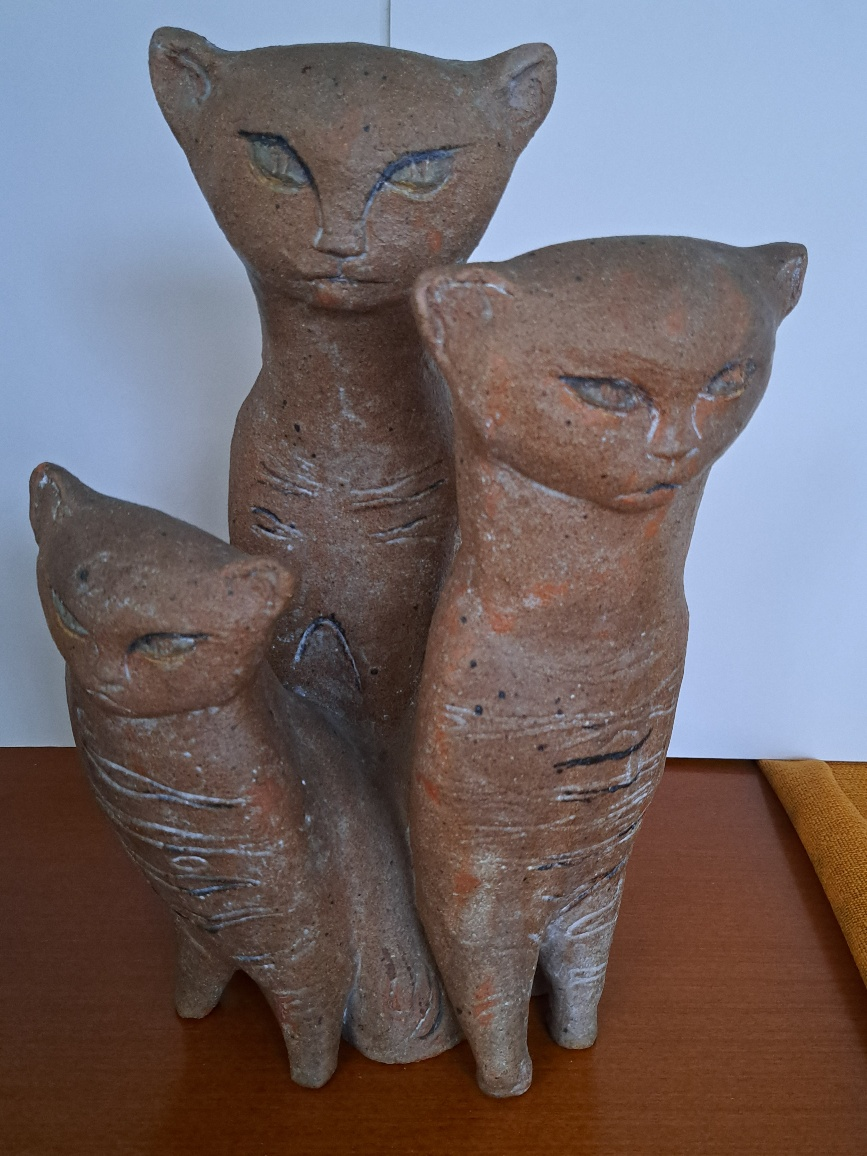
Skulptur „Katzen“
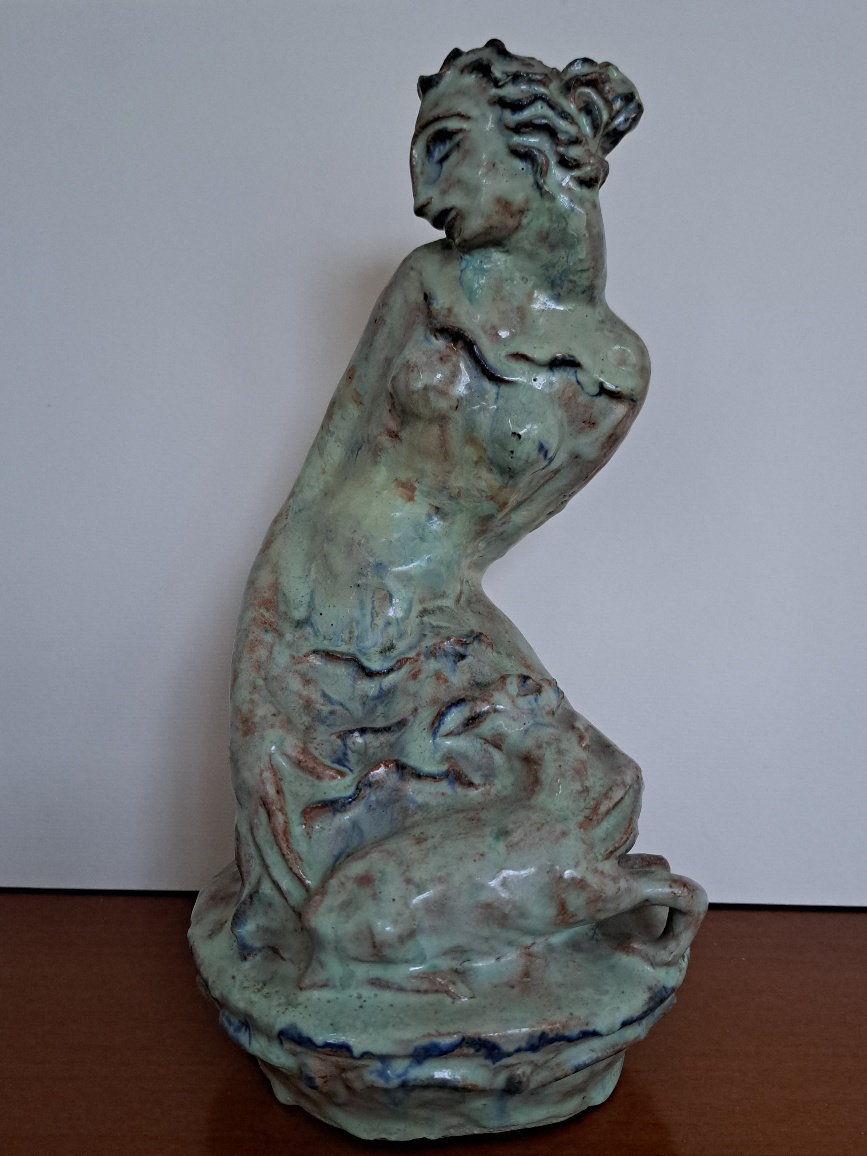
Skulptur „Frau“